# Castell Formós
El Castell Formós, o castell de Balaguer, fou un castell andalusí (hisn) i, després, palau dels comtes d'Urgell a la ciutat de Balaguer (Noguera).

## Descripció
Les ruïnes d'aquest castell són situades al nord del nucli antic de Balaguer, sobre uns turons que dominen la ciutat, al sud-est del pla d'Almatà, antiga ocupació urbana andalusina de Balaguer. El recinte del castell té una planta poligonal irregular, que s'adapta al terreny. Al costat est té la longitud màxima, uns 140 m, i l'amplada màxima és d'uns 70 m.
Les restes de la fortificació del final del segle ix, nomenades paraments pre-califals, es conserven millor en l'anomenat sector nord, que comprèn la cara nord, amb cinc torres, i els trams que s'estenen des de les torres de cantonada (núms. 1 i 5) fins a les torres 9 (est) i 6 (oest). Només es conserven en bon estat les torres cantoneres, (núms. 1 i 5) doncs les altres han estat molt saquejades. La fonamentació és atalussada, excavada en la roca. Totalment massisses i fetes de carreus de gres. Les dues torres cantoneres són de planta quadrada d'uns 5,50 X 5,50 m. Les torres 2 i 4 són albarranes, de planta rectangular d'uns 5 X 3,60 m. A la torre central (núm. 3) i possiblement en època feudal, es va practicar una obertura amb arc rebaixat i una amplada de 2,20 m. La base d'aquesta torre té 8,40 m d'amplada i 4,50 en la part més alta conservada. La torre núm 1, la més ben conservada, manté una alçada de 7,30 m i, pel que fa al parament pre-califal, se'n conserven 19 filades. La cara nord era la més feble; per aquest motiu hi calgué edificar cinc torres i un fossat retallat a la roca.

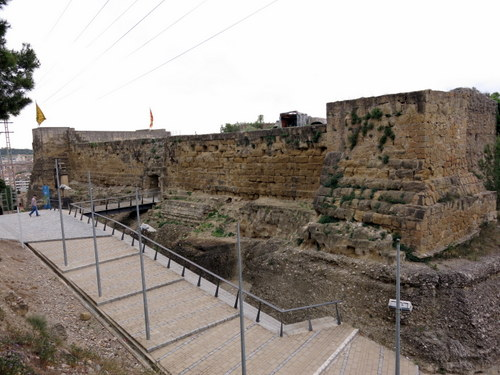
Castell Formós. Façana nord, amb les torres més ben conservades (les cantoneres 1 i 5) i l'entrada al recinte. (maig 2015)

En la cara oest hi ha la torre núm. 7, de planta quasi quadrada, 3,50 m d'amplada per 3,70 m de fons que sobresurt uns 2 m del pany de muralla. És una torre pre-califal, de la qual es conserven 16 filades. Als extrems de la cara est hi ha les torres núm. 8 i 9. La torre núm. 8 és de planta rectangular, de 3,70 m d'ample per 2,50 de fons, d'una alçada aproximada d'uns 7 m, construïda amb carreus ben escairats lligat amb argamassa de guix. Es considera construïda o refeta el segle xi. La torre núm 9 fou completament refeta l'any 1973 i era una torre de planta quadrada de 3,50 X 3,50 m que tenia 8 filades de carreus originals.
A l'interior del castell hi havia la mesquita major de la ciutat, que posteriorment seria convertida en l'església de Santa Maria de la Suda o del Pla d'Almatà. Un fet lligat a la conquesta feudal és el de la conversió de les mesquites en esglésies. L'any 1107, en una concòrdia on es feia el repartiment de rendes entre els sacerdots, s'esmenta Santa Maria de la Suda convertida a capella del culte cristià.

## Història
L'origen del castell es remunta al moment en què els musulmans de la Frontera Superior, a més de sostenir les pròpies, contínues lluites entre les diferents nissagues musulmanes, s'havien de protegir dels atacs dels comtes catalans i decidiren fortificar les ciutats de «Làrida» (Lleida), «Balagui» (Balaguer) i «Muntsu» (Montsó). La data de fundació de l'alcàsser o «hisn» de Balaguer es coneix gràcies a l'historiador Ibn Hayyan: 
| « | En aquest any 284 de l'hègira (897-898) va atacar el senyor de la Frontera Superior Lubb Ahmad al-Qasi el castell d'Aura, seu de l'usurpador franc. Lubb va prendre el castell, el cremà i va ocasionar danys a l'enemic. En trobar-se amb el qumis (comte) d'aquesta regió Anqadid ibn al-Mundir (Guifré el Pilós), pare de Sunyer, l'obligà a fugir, dispersà les tropes i aquest dia en lluita, va donar a l'usurpador Anqadid un cop de llança del que va morir dies després.[..] El fill Sunyer --al qui Allah maleeixi-- va heretar la dignitat del seu pare. En aquest any, en el mes del Ramadà (octubre de 897) va començar la construcció del castell («hisn») de Balaguer («Balaqí»)... | » |

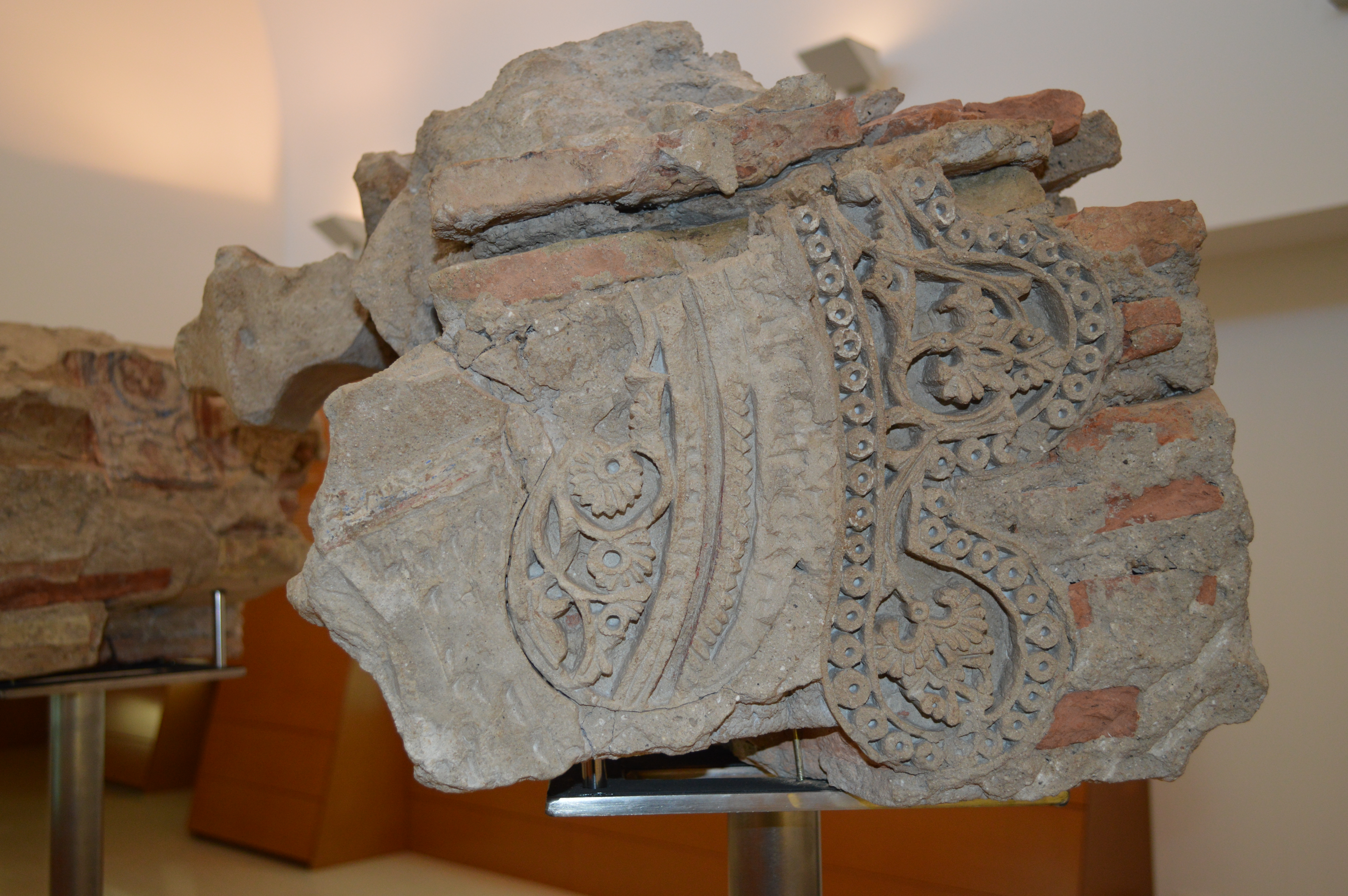
Museu de la Noguera. Arc polilobulat 2, cara 2

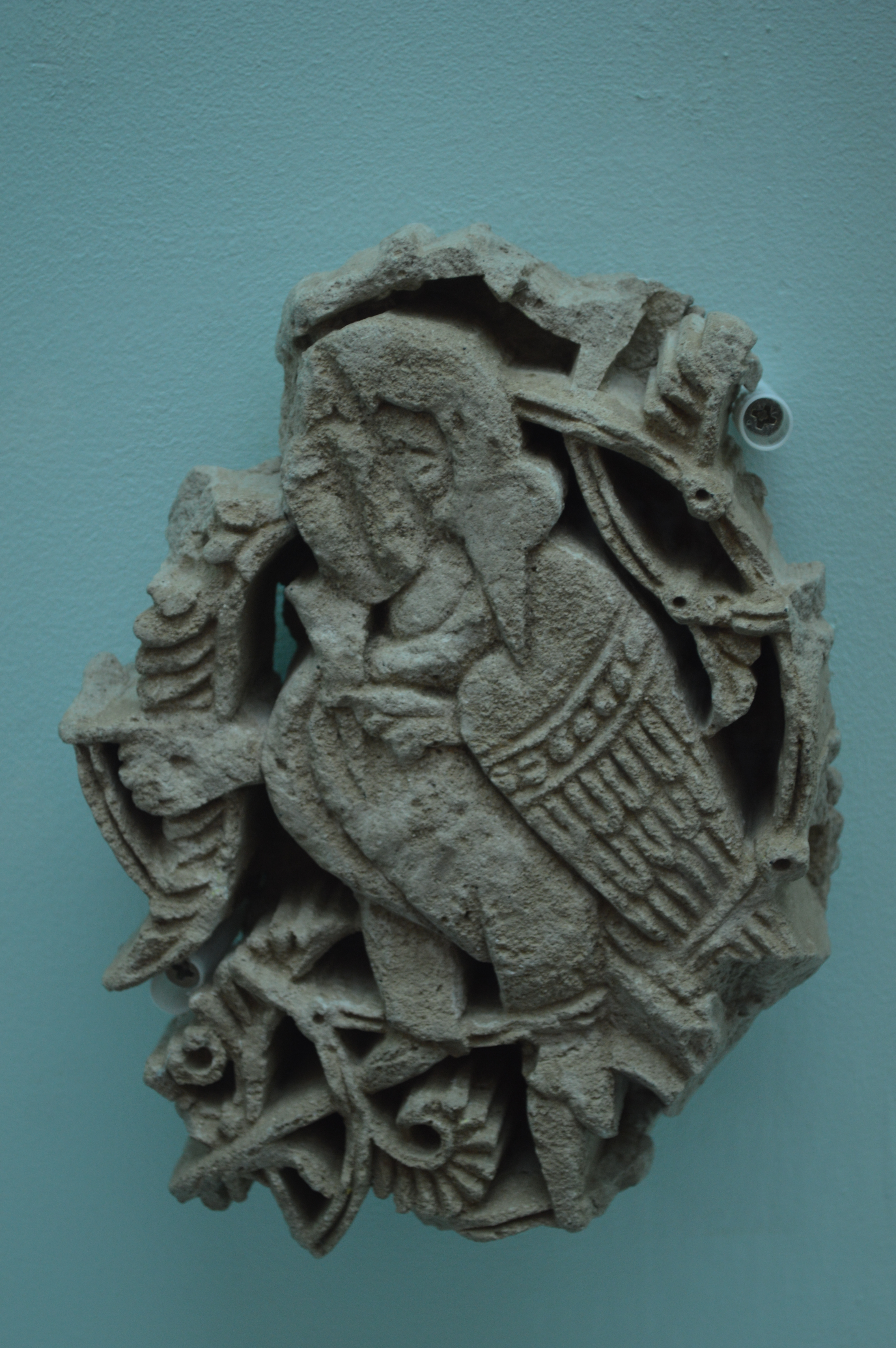
Museu de la Noguera. Harpia

Amb la conquesta definitiva de la ciutat, per part dels comtes d'Urgell (segle xii), el castell es devia convertir en residència comtal si bé no es començà a reconstruir i organitzar la residència fixa dels comtes fins després de la conquesta de Lleida l'any 1149. El comte Ermengol VII donà carta de poblament de Balaguer l'any 1174.
Al llarg del segle xiii es produïren lluites entre els comtes d'Urgell i els comtes reis catalans. L'any 1280, el rei Pere II de Catalunya-Aragó en sortí vencedor (Setge de Balaguer (1280)). El castell fou saquejat i destruït per les tropes reials el 1413, després de la victòria de Ferran d'Antequera en la revolta del darrer comte d'Urgell Jaume II el Dissortat. Les fortificacions --castell i muralla-- es reforçaren en l'època de la guerra civil contra Joan II (1462-72) i en les guerres de Successió (1701 – 1714) i del Francès (1808-1814). Després d'aquestes conteses i de les guerres carlines (segle xix), el castell quedà molt malmès. L'any 1905 van ser adjudicades les obres per a la instal·lació del dipòsit d'aigües. L'interès per a la recuperació d'aquest important edifici balaguerí es mostrà a partir de la dècada dels anys seixanta.
Els vestigis trobats en les diferents excavacions que s'hi han realitzat poden veure's en el Museu Comarcal de la Noguera que disposa d'una col·lecció important de restes de la decoració en guix del palau taifa formada per 472 fragments de guix treballat, 3 fragments d'arc polilobulat i 111 fragments d'estuc pintats. Repertori d'execució idèntic al programa arquitectònic i decoratiu desenvolupat a l'Aljaferia de Saragossa, monument islàmic per excel·lència de la Marca Superior.